# Carach Angren
Carach Angren nizozemski je simfonijski black metal-sastav, osnovan 2003. godine. Sastav su osnovali pjevač i gitarist Seregor i klavijautist Ardek; mjesto bubnjara ubrzo je zauzeo Ardekov brat Namtar. Ova se postava sastava nije mijenjala od svojeg osnutka te grupa često surađuje s glazbenikom Nikosom Mavridisom koji svira violinu. Glazbeni je stil skupine karakterističan po istaknutoj upotrebi orkestralnih aranžmana. Svi studijski albumi grupe su konceptualni albumi te se tekstovi pjesama grupe bave pričama o duhovima i folklorom - primjer toga je priča o Ukletome Holandezu koju je sastav prepričao na svojem drugom studijskom albumu Death Came Through a Phantom Ship. Za razliku od većine drugih simfonijskih black metal glazbenika, sastav svoje tekstove ne piše samo na engleskom već i na više drugih jezika, koristeći se francuskim, njemačkim i nizozemskim jezikom; međutim, u svakoj je pjesmi osnova engleski jezik te određeni refreni ili odsjeci sadrže tekst pisan na nekom drugome jeziku.
Ime sastava prevedno s vilenjačkog jezika Sindarin znači "Željezne Čeljusti" te je izvorno naziv utvrđenog prolaza prema sjeverozapadnom Mordoru u knjizi Gospodar prstenova književnika J. R. R. Tolkiena.

## Povijest

### The Chase Vault Tragedy,Ethereal Veiled ExistenceiLammendam(2003. – 2009.)
Carach Angren bio je osnovan u rujnu 2003. godine u nizozemskoj općini Landgraaf, nakon što su Seregor (tada član grupa Vaultage i Inger Indolia) i Ardek (tada član grupe Vaultage) odlučili započeti svoj glazbeni projekt jer su se obojici sviđale i legende i black metal. Grupi se ubrzo pridružio Ardekov brat Namtar koji je zauzeo mjesto bubnjara. Godinu dana kasnije, 1. rujna 2004., sastav je objavio svoj prvi demouradak The Chase Vault Tragedy. U pitanju je konceptualni glazbeni uradak o misteriju kripte Chase u kojoj su se mrtvački sanduci pomicali sami od sebe. Godine 2005., Vaultage se raspao te su Seregor i Ardek, zajedno s Namtarom, nastavili svoj projekt.
Sastav je iste godine objavio svoj prvi EP Ethereal Veiled Existence na kojem je prepričana priča o Smeđoj dami, duhu koji navodno opsjeda dvoranu Raynham. Dvije godine kasnije sastav je potpisao ugovor s diskografskom kućom Maddening Media. Carach Angren je iste godine započeo snimati svoj prvi studijski album Lammendam koji je bio objavljen u travnju 2008. te je zadobio pozitivne kritike.

### Death Came Through a Phantom Ship, ugovor sa Season of Mistom iWhere the Corpses Sink Forever(2009. – 2013.)
Drugi je studijski album grupe, Death Came Through a Phantom Ship, bio objavljen 26. veljače 2010. godine. Kako bi promovirao album, sastav se priključio europskoj turneji A Declaration of Hate te je nastupao s ekstremnim metal sastavima Dark Funeral, Zonaria i Nefarium.
Dana 21. lipnja 2011. sastav je objavio svoj prvi glazbeni spot za pjesmu "The Sighting Is a Portent of Doom".
Dana 11. listopada 2011. sastav je na svojim službenim stranicama objavio kako je potpisao ugovor s diskografskom kućom Season of Mist, da je trenutno u procesu skladanja pjesama za svoj novi album te da će snimanje započeti "za manje od dva tjedna".
Dana 18. svibnja 2012. sastav je objavio svoj treći studijski album Where the Corpses Sink Forever. Za razliku od prethodnih albuma skupine, koncept albuma nije preuzet niti iz jedne legende već ga je osmislio sastav.
Dana 28. siječnja 2013. sastav je objavio svoj drugi glazbeni spot, ovog puta za pjesmu "The Funerary Dirge of a Violinist".

### This Is No FairytaleiDance and Laugh Amongst the Rotten(2014. - danas)
Dana 8. listopada 2014. grupa je objavila "There's No Place Like Home", novu pjesmu sa svojeg tadašnjeg predstojećeg albuma.
Dana 17. veljače 2015. četvrti je studijski album grupe This Is No Fairytale bio nakratko objavljen na stranici Metal Hammer te je službeno bio objavljen šest dana kasnije.
Dana 18. srpnja 2016. godine klavijaturist skupine Ardek na svojoj je Facebook stranici objavio kako je "dovršio šest glavnih skladbi" za novi album. Grupa je 11. ožujka 2017. godine najavila kako će ime novog albuma biti Dance and Laugh Amongst the Rotten te je četiri dana kasnije premijerno objavila pjesmu "Song for the Dead".

## Glazbeni stil
Carach Angren uvelike koristi orkestralne aranžmane te je zbog toga često uspoređivan sa sastavom Dimmu Borgir. Međutim, glazba sastava ukorijenjena je u klasičnom black metalu, što se vidi iz korištenja blast beatova te efekta distorzije na električnoj gitari. Seregorov je vokalni stil uglavnom tipičan za black metal, no ponekad ga miješa s growlanjem koje je tipično za death metal.
Glazbu sastava čini mješavina orkestralnih elemenata i elemenata black metala, koji tako čine mračnu atmosferu zbog čega je glazba, uz tematiku tekstova, često uspoređivana s glazbom horror filmova. Glazbeni je recenzent Patrick Franken u svojoj recenziji albuma Where Corpses Sink Forever izjavio:

## Članovi sastava
| Trenutna postava - Seregor – vokali, gitara (2003. – danas) - Ardek – klavijature, klavir, orkestracija, prateći vokali (2003. – danas) - Namtar – bubnjevi, udaraljke (2003. – danas) | Koncertni članovi - Jack Owen – gitara - Nikos Mavridis – violina (2013. – danas) - Diogo Bastos – gitara (2016. – danas) | Bivši koncertni članovi - Patrick Damiani – bas-gitara (2008. – 2010.) - Trystys – gitara (2008. – 2010.) - Valak – gitara (2010. – 2012.) |

## Diskografija
Studijski albumi
- Lammendam (2008.)
- Death Came Through a Phantom Ship (2010.)
- Where the Corpses Sink Forever (2012.)
- This Is No Fairytale (2015.)
- Dance and Laugh Amongst the Rotten (2017.)
- Franckensteina Strataemontanus (2020.)

EP-ovi
- Ethereal Veiled Existence (2005.)

Demo uradci
- The Chase Vault Tragedy (2004.)

## Vanjske poveznice

### Sestrinski projekti
|  | Zajednički poslužitelj ima još gradiva o temi Carach Angren |

### Mrežna mjesta
- Službene stranice sastava
- Carach Angren na Facebooku